# Спацате-Сасатели (Болоња)
Спацате-Сасатели (итал. Spazzate-Sassatelli) је насеље у Италији у округу Болоња, региону Емилија-Ромања.
Према процени из 2011. у насељу је живело 78 становника. Насеље се налази на надморској висини од 8 м.